# Concistori di papa Innocenzo VIII

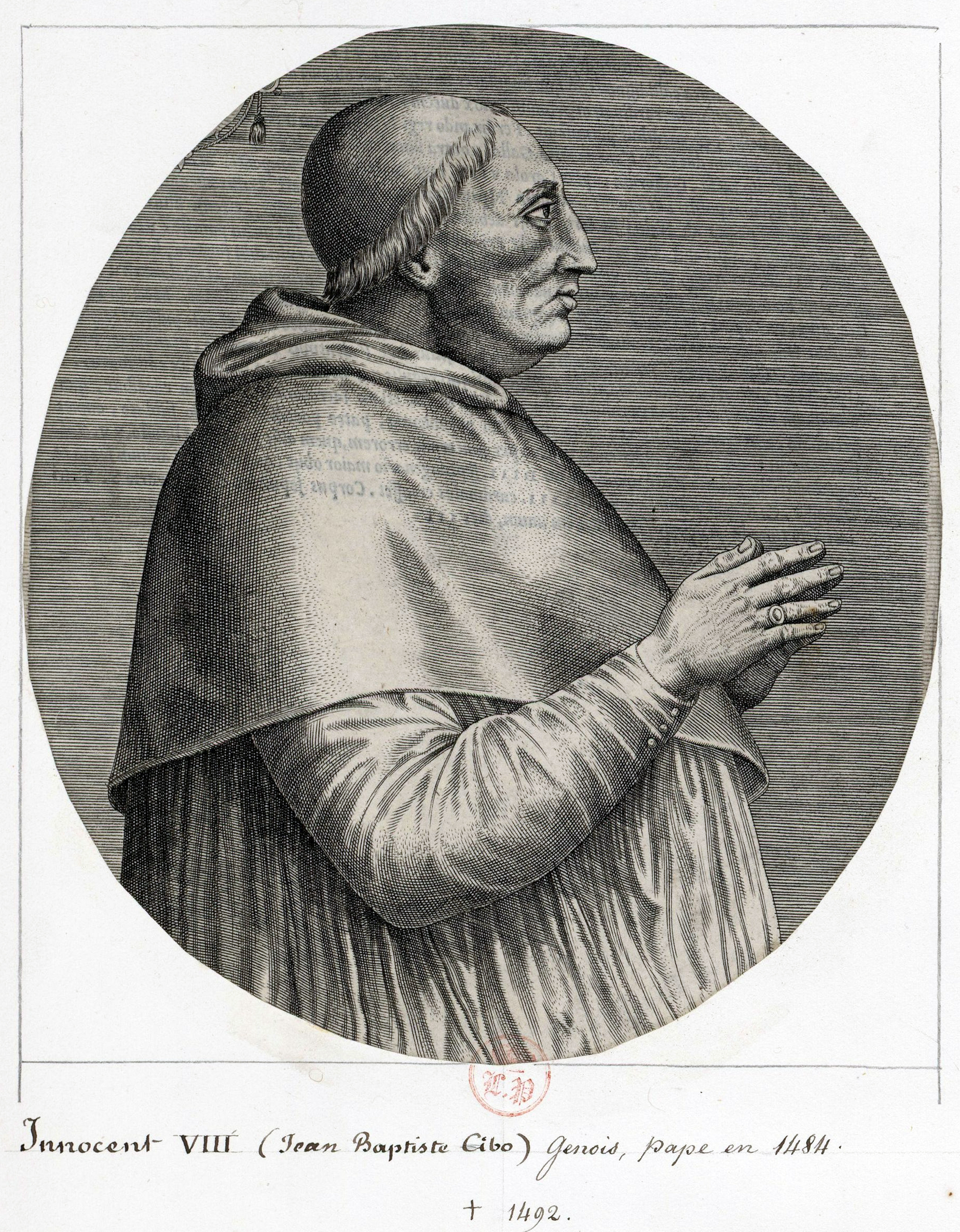
Papa Innocenzo VIII

Questa voce raccoglie l'elenco completo dei Concistori ordinari pubblici per la creazione di nuovi cardinali presieduti da papa Innocenzo VIII, con l'indicazione di tutti i cardinali creati.
In un concistoro, Innocenzo VIII ha creato 13 cardinali, provenienti da quattro nazioni: 10 italiani, 2 francesi e 1 polacco.

## 9 marzo 1489
Il 9 marzo 1489, nel suo primo ed unico concistoro, papa Innocenzo VIII creò 5 nuovi cardinali più 9 in pectore di cui 6 non vennero mai pubblicati dal pontefice. I cinque nuovi porporati furono:
- Lorenzo Cybo de Mari, nipote di Sua Santità e arcivescovo di Benevento, creato cardinale presbitero di Santa Susanna; deceduto il 21 dicembre 1503.
- Ardicino della Porta iuniore, vescovo di Aleria, creato cardinale presbitero dei Santi Giovanni e Paolo; deceduto il 4 febbraio 1493.
- Antonio Pallavicini Gentili, Datario della Dataria Apostolica e vescovo di Orense, creato cardinale presbitero di Sant'Anastasia; deceduto il 10 settembre 1507.
- André d'Espinay, arcivescovo di Bordeaux, creato cardinale presbitero dei Santi Silvestro e Martino ai Monti; deceduto il 10 novembre 1500.
- Pierre d'Aubusson, Gran Maestro del Sovrano Militare Ordine di Malta, creato cardinale diacono di Sant'Adriano al Foro; deceduto il 3 luglio 1503.

Oltre ai cinque cardinali sopra citati, ne creò altri 9 in pectore, di cui i primi 2 entrarono a far parte del Collegio cardinalizio per decisione unanime il 3 agosto 1492, dopo la morte di papa Innocenzo VIII, e a cui vennero assegnati nella stessa occasione i titoli e il terzo pochi giorni prima, il 26 luglio precedente. Gli altri cardinali non furono pubblicati, ma gli ultimi 2 vennero creati da papa Alessandro VI. I nuovi porporati furono:
- Maffeo Gherardi, O.S.B.Cam., patriarca di Venezia, a cui venne assegnato il titolo dei Santi Nereo e Achilleo; deceduto il 14 settembre 1492.
- Giovanni de' Medici, abate ordinario di Montecassino e figlio di Lorenzo de' Medici detto il Magnifico, a cui venne assegnato la diaconia di Santa Maria in Domnica; eletto papa con il nome di Leone X e deceduto il 1º dicembre 1521.
- Federico Sanseverino, amministratore apostolico di Maillezais, a cui venne assegnata la diaconia di San Teodoro; deceduto il 7 agosto 1516.
- Pantaleone Cybo, cugino di Sua Santità e abate commendatario di Saint-Ouen, creato cardinale diacono ma non venne mai pubblicato; deceduto nel 1545.
- Niccolò Cybo, nipote di Sua Santità e arcivescovo di Arles, creato cardinale presbitero ma non venne mai pubblicato; deceduto nel luglio 1499.
- Ermolao Barbaro iuniore, ambasciatore per la Repubblica di Venezia presso il Sacro Romano Impero, creato cardinale diacono ma non venne mai pubblicato; deceduto il 14 giugno 1493.
- Fryderyk Jagiellończyk, vescovo di Cracovia e figlio del re Casimiro IV di Polonia, creato cardinale diacono di Santa Lucia in Septisolio. Il suo nome fu rivelato da papa Alessandro VI nel concistoro del 20 settembre 1493; deceduto il 14 marzo 1503.
- Ippolito d'Este, arcivescovo di Esztergom e figlio del duca Ercole I d'Este, creato cardinale diacono di Santa Lucia in Silice. Il suo nome fu rivelato da papa Alessandro VI nel concistoro del 20 settembre 1493; deceduto il 3 settembre 1520.

Inoltre, in questo concistoro, papa Innocenzo VIII offrì l'elevazione al cardinalato anche a Niccolò Fieschi, vescovo di Fréjus, ma non si conosce il motivo per cui la promozione non ebbe luogo. Quest'ultimo verrà creato però successivamente in pectore, con la diaconia di Santa Lucia in Septisolio, da papa Alessandro VI nel concistoro del 31 maggio 1503 e pubblicato in quello del successivo 2 giugno.

## Fonti
- (EN) Salvador Miranda, Innocent VIII, su fiu.edu – The Cardinals of the Holy Roman Church, Florida International University.